# 屈姓
屈姓為中文姓氏之一，在《百家姓》中排名第124位。

## 起源
春秋时，楚武王封「莫敖瑕」于屈地（今湖北秭归），把「屈」作为瑕的采邑，故瑕史称屈瑕。屈瑕的后代以封地命姓，遂称屈氏，但是子居和田成方都认为《清华简·楚居》中的屈紃很可能是屈氏的始祖。
另据《魏书·官氏志》記载，在南北朝民族大融合之际，北魏鲜卑族的屈突氏、屈男氏随北魏孝文帝南下，定居洛阳，也改姓汉姓“屈”。

## 外部連結
[在维基数据编辑]
 《百家姓》
 《欽定古今圖書集成·明倫彙編·氏族典·屈姓部》，出自陈梦雷《古今圖書集成》